# Mokai
La ville de Mokai (maori de Nouvelle-Zélande : Mōkai) est une localité rurale correspondant à une communauté du district de Taupo dans la région de Waikato, située dans l’île du Nord de la Nouvelle-Zélande .

## Caractéristiques
Le Marae local nommé Mōkai et la maison de rencontre ‘Pakake Taiari sont le lieu de rassemblement des Pouākani (en), du hapū Ngāti Tūwharetoa (en) des Ngāti Hā (en), Ngāti Moekino (en), Ngāti Parekāwa (en), Ngāti Tarakaiahi (en), Ngāti Te Kohera (en) et Ngāti Wairangi (en), et le hapū Ngāti Raukawa (en),Ngāti Moekino (en), Ngāti Parekāwa (en), Ngāti Tarakaiahi (en), Ngāti Te Kohera (en), Ngāti Wairangi (en), Ngāti Whaita (en) et Ngāti Hā (en)  , .

## Activités économiques
La Centrale électrique de Mokai (en) est une centrale électrique géothermique, qui est la propriété de la «Tuaropaki Power Companye» et dont le fonctionnement est assuré par la société Mercury Energy (en) .
Elle fut construite en 1999 et étendue en 2005 puis en 2007 .

## Éducation
- l’école de Tirohanga School est une école mixte, primaire, publique [6] avec un effectif de 35 élèves en mars 2019[7].